# Josef Horák
Pour les articles homonymes, voir Horák.
Josef Horák (né le 24 mars 1931 à Znaïm en Tchécoslovaquie et décédé le 23 novembre 2005 à Biberach an der Riß en Allemagne) est un clarinettiste basse tchèque.

## Biographie
Josef Horák est l'aîné d'une fratrie de quatre frères et sœurs issue d'une famille de musiciens moraves. Il commence son éducation musicale à l'âge de six ans, avec des leçons de violon, de piano et d'orgue, puis étudie la clarinette à l'âge de onze ans avec son père, flûtiste dans l'orchestre de l'Opéra de Brno. Pour ses études musicales de 1945 à 1952, Horák étudie au conservatoire de Brno dans la classe de clarinette de František Horák (aucun lien de parenté) et Antonin Doležal. Il a d'abord travaillé à l'orchestre symphonique de la radio à Brno à partir de 1951. Il fonde en 1961 l'ensemble de chambre « Musica Nova Brno » tourné vers la musique contemporaine avec à la flute Oldřiška Vaňharová, à la clarinette basse Josef Horák, au piano Branko Čuberka et aux percussions Jan Novák ou Bohuslav Krška. L'ensemble est actif pendant 3 saisons et permet de jouer la musique de Karlheinz Stockhausen en Tchécoslovaquie pour la première fois. Plus tard, il prend le poste de soliste avec l'Orchestre philharmonique Tchèque pendant 12 ans. En 1963, il fonde le duo « Due Boemi di Praga » avec la pianiste Emma Kovárnová, sa partenaire de duo qui deviendra plus tard son épouse, avec qui il s'est produit dans 169 villes sur quatre continents pendant 42 ans.
En octobre 2005, le premier congrès mondial de clarinette basse a lieu à Rotterdam, auquel Horák a participé en tant qu'invité d'honneur. C'est là qu'il a joué son dernier concert et, qu'il a vu les fruits de ses travaux dédiés à la clarinette basse récompensées avec la fondation de la World Bass Clarinet Foundation : plus de 500 clarinettistes basses du monde entier se sont réunis pour l'occasion. Quelques semaines plus tard, il meurt des suites d'une courte maladie à Biberach an der Riß. L'urne est enterrée dans sa ville natale de Brno.

## Carrière de musicien
Horák commence sa carrière comme clarinettiste au Radio Symphonic Orchestra (RSO) de Brnó en 1951. À l'occasion d'un enregistrement en 1955 par le RSO de l'œuvre Uspavanka sous la baguette de Břetislav Bakala, il remplace avec succès le clarinettiste basse qui était malade et tombe aussitôt amoureux de cet instrument. C'est donc dans les années 1950 que les musiciens classiques, en particulier Josef Horák, s'intéressent à la clarinette basse comme instrument principal et soliste. Le 24 mars 1955, jour de son 24e anniversaire, Horák donne le tout premier récital solo de clarinette basse, qui jusqu'alors n'avait été essentiellement joué que comme instrument d'orchestre, accompagné par le pianiste P. Kosatko.
Petit à petit, il se spécialise  et améliore son jeu à la clarinette basse: il travaille le registre aigu avec son père, qui, en tant que flûtiste, le guide dans ce domaine. Il consulte également des chanteurs (comme Věra Soukupová, Brigita Šulcová) sur le falsetto et la production des sons. 
L'un des problèmes auxquels il a dû faire face à ses débuts est le manque de répertoire original pour cet instrument : il disposait principalement de la sonate op. 41 d'Othmar Schoeck (écrite vers 1927-1928), il réalise donc des transcriptions et des arrangements d'œuvres écrites pour le violoncelle ou la clarinette.  
En 1956, il prend le poste de clarinette (basse?) dans l'Orchestre philharmonique d'état de Brno.
En 1959, Josef Horák joue la pièce Mládí de Leoš Janáček pour la radio allemande et, alors qu'il se détend avec certains de ses collègues, il leur montre certaines des notes aiguës qu'il peut obtenir à la clarinette basse. À ce moment-là, un homme d'âge mûr les interrompt, se tourne vers Horák et lui demande : « Pouvez vous jouer plus haut et plus fort ? Pouvez vous jouer pianissimo ? Quelles œuvres jouez vous à la clarinette basse ? » Horák a définitivement attiré l'attention de cette personne. « Je ne joue que des transcriptions parce qu'il n'y a pas d'œuvres originales », répond Horák, avant d'entendre le conseil du visiteur : « Jouez la Sonate pour basson et piano de Hindemith ! » « Une transcription existe-t-elle ? », demande Josef innocemment. « Oh, Hindemith sera heureux si tu la joues. Je suis Paul Hindemith ! » Après cette rencontre, le compositeur allemand a immédiatement produit une transcription pour Horák, et l'a en outre autorisé à jouer la partie de saxophone ténor de son Trio Op. 47. Hindemith avait auparavant déclaré que la clarinette basse n'était pas capable d'être un instrument soliste, mais après son expérience avec Horák, Hindemith aurait alors déclaré : « Oui, un instrument merveilleux la clarinette basse ! ».
En 1961, il est invité à jouer dans l'ensemble Kranichsteiner Kammerensemble par son chef Bruno Maderna. Ce succès en tant qu'interprète l'incite à démissionner en 1963 de l'Orchestre philharmonique de Brno et à s'installer à Prague où il fonde un nouvel ensemble, appelé « Sonatori di Praga » (flûte, clarinette basse, piano, percussions et cymbalum).
De 1963 à 1967, il est membre de l'orchestre du Théâtre de Vinohrady à Prague.
En 1963, il fonde le duo « Due Boemi di Praga » avec la pianiste Emma Kovárnová qu'il choisit pour sa capacité d'adaptation, sa sonorité, sa technique et son expressivivité remarquable. Ce duo rencontre un énorme succès dans le monde entier et suscite une vague de nouvelles œuvres qui font aujourd'hui partie du répertoire de la clarinette basse. Horák a été le premier à reconnaître le potentiel de la clarinette basse et l'a consacré comme instrument solo avec plus de 500 compositions qui lui ont été dédiées. Une de ses principales préoccupations a toujours été la qualité de timbre de son instrument, qu'il a cultivée jusqu'au plus haut degré. La première ville en dehors de la République tchèque à accueillir le Due Boemi di Praga fut Dresde.
En 1968, Stockhausen l'invite à faire partie de l'ensemble qui crée le projet de composition Musik für ein Haus (en) à Darmstadt, ville célèbre à l'époque pour sa vie moderniste et ses expérimentations dans le domaine musical.
Horák a montré au monde que la clarinette basse peut jouer de différentes manières: doucement, profondément et lentement. Son haut niveau de musicalité et de virtuosité technique lui a valu le surnom de « Paganini de la clarinette basse » dans une revue  allemande à la fin des années 1960. Son ambitus sur la clarinette basse atteignait 4 octaves et demi.
Horák joue une clarinette basse de chez Henri Selmer Paris. 

### Premières mondiales
Le « Due Boemi di Praga » s'est consacré particulièrement à la musique moderne. Sa mission artistique était de faire découvrir des compositions contemporaines. Plus de 500 compositions ont été dédiées et créées par ce duo unique. Les compositeurs sont notamment Alois Hába, Karel Reiner, Miloš Štědroň (cs), Václav Kučera (cs), Henri Pousseur, Karlheinz Stockhausen, Sofia Goubaïdoulina, Klaus Huber, Jo van den Booren (nl), N. Heim (États-Unis), Violeta Dinescu, Anestis Logothetis (en), Leo Brouwer. D'autres compositeurs ont arrangé ou autorisé l'adaptation de leurs œuvres pour la clarinette basse de Josef Horák. Par exemple, Paul Hindemith, Pablo Casals, Bohuslav Martinů, Olivier Messiaen, Kazuo Fukushima.
Il a été des précurseurs pour jouer des pièces avec des bandes magnétiques. 
Due Boemi di Praga est reconnu « ensemble de chambre officiel de l'Orchestre philharmonique tchèque ». Cette situation leur offre la stabilité nécessaire pour se consacrer entièrement à la musique (notamment via une rémunération mensuelle) et la possibilité de commander des oeuvres.

### Pédagogie instrumentale
Une préoccupation personnelle était la pédagogie instrumentale, véritable vocation que Josef Horák a dispensée tout au long de sa carrière parallèlement à ses activités de concert. 
À partir de 1969, il enseigne la clarinette et la clarinette basse au Kulturamt de la petite ville souabe de Biberach an der Riß. Il enseigne aux clarinettistes débutants et plus tard aux professionnels dans l'école de musique. 
De 1972 à 1979, il enseigne au conservatoire de Prague.
Lors de cours de maître (masterclasses) en Europe et aux États-Unis, il est devenu le professeur et le mentor de solistes renommés de la clarinette basse . Il s'agit notamment de Henri Bok (NL), Jan Guns (B), Jiři Porubiak et Vít Spilka (CZ).
Il a conçu avec les compositeurs de nouveaux modes de jeu étendus à la clarinette basse: polyphoniques, ...

### Postérité
Les nombreuses partitions et les écrits du duo ont été réunis par sa veuve, Emma Kovárnová puis transmis au travers de dons au Musée de la musique tchèque de Prague, le České muzeum hudby. La clarinette basse suscite actuellement un vif intérêt dans le monde entier comme instrument soliste. Le Centre international de recherche sur la clarinette basse (CIRCB) a compilé plus de 7800 compositions utilisant la clarinette basse.

## Récompenses
Au cours de sa carrière, il a reçu de nombreuses prix et récompenses pour son activité musicale dans le domaine de la musique contemporaine : prix Janacek (1959), membre honoraire des Jeunesse Musicales de Suisse (1968), prix du ministre de la Culture (1977), artiste méritant (1995), prix du Fonds de la musique tchèque (1992), prix de l'Union des compositeurs tchèques (1989), personnalité de l'année (1994), prix CIM/UNESCO pour la musique (2001).

## Discographie sélective
- Due Boemi Di Praga, Musica Nova Bohemica, (LP, Supraphon - 1 11 1390, 1973)
- Due Boemi Di Praga, Zauber Der Baßklarinette, (LP, label Carus-Verlag – FSM 53 114, 1973)
- Due Boemi Di Praga, Bassklarinette Das Neue Konzertinstrument, (LP, label CORONO – SM 30 071, 1974)
- Due Boemi Di Praga, Inspirazione: Flosman / Petrová / Sluka / Kučera / Hába / Parsch, (LP, label Panton – 11 0614, 1978)
- Due Boemi Di Praga, Music of Five Centuries, Hudba Peti Stoleti, (LP, label Panton – 8111 0229, 1982)
- Due Boemi Di Praga, The singing bass clarinet avec Cornelia Bauer (flûte), NSS Records 36908
- Horák - New Age Of Bass Clarinet, NSS Records 36923 (CD remasterisé, 1993)
- Due Boemi Di Praga, Concert à Fürstenfeld (live), (CD, MMUSIC  0018, 1994)
- Due Boemi Di Praga, Invocation For Bass Clarinet And Piano, (CD, label Panton – 81 1441- 2 111, 1995)
- Due Boemi Di Praga, (CD, label Panton 81 1441-2111, 1995)
- Due Boemi Di Praga, Horák and his bass clarinet - New Sound, (CD, NSS Records 36921, date inc.)
- Musik Contrasts 1, (CD, NSS Records 36931, 1997)
- Musik Contrasts 2, (CD, NSS Records 36932, 1997)
- Horák - Bass Clarinet From Prague, (CD, NSS Records 36934, 2000)
- Due Boemi Di Praga, Yesterday And Today, (CD, 2000)
- Due Boemi Di Praga, Une - Due - Tre, Cornelia Bauer (Fl.), (CD, CUE-3992, 2001)